# Göpfersdorf
Göpfersdorf település Németországban, azon belül Türingiában. Lakosainak száma 220 fő (2023. december 31.).

## Népesség
A település népességének változása:
| Lakosok száma | 235  | 228  | 222  | 221  | 220  |
|               | 2017 | 2019 | 2021 | 2022 | 2023 |

## Történet
Göpfersdorfot először 1336-ban említették egy dokumentumban. A késő gótikus göpfersdorfi templomot 1413-ban említették először egy altenburgi alapítólevélben.

## Politika
1994-től 1999-ig  Heidrun Lohse volt a polgármestere. 1999. június 13-án Klaus Börngent (Heimatverein Göpfersdorf e.V.) választották meg polgármesterré. Utoljára 2016. június 5-én erősítették meg hivatalában 91,7% -os többséggel, ellenzéki jelöltek nélkül és 55,9% -os részvételi arány mellett.